# Étienne de Veniard
Étienne de Veniard, Señor de Bourgmont, Ec. (Cerisy-Belle-Étoile, Normandía, abril de 1679 - 1734) fue un explorador francés reconocido por haber documentado sus viajes en la región norteamericana de los ríos Misuri y Platte y confeccionado sus primeros mapas. Escribió dos relatos de sus viajes con descripciones de las tribus nativas que encontró y estableció Fort Orléans, el primer fuerte europeo en el río Misuri (no se sabe a ciencia cierta dónde estaba el fuerte ya que no han aparecido restos arqueológicos y sólo hay conjeturas sobre su ubicación). Fue ennoblecido por Luis XV.

## Biografía

Un mapa de las áreas ocupadas por los europeos cuando Bourgmont llegó a América del Norte, ca. 1699.

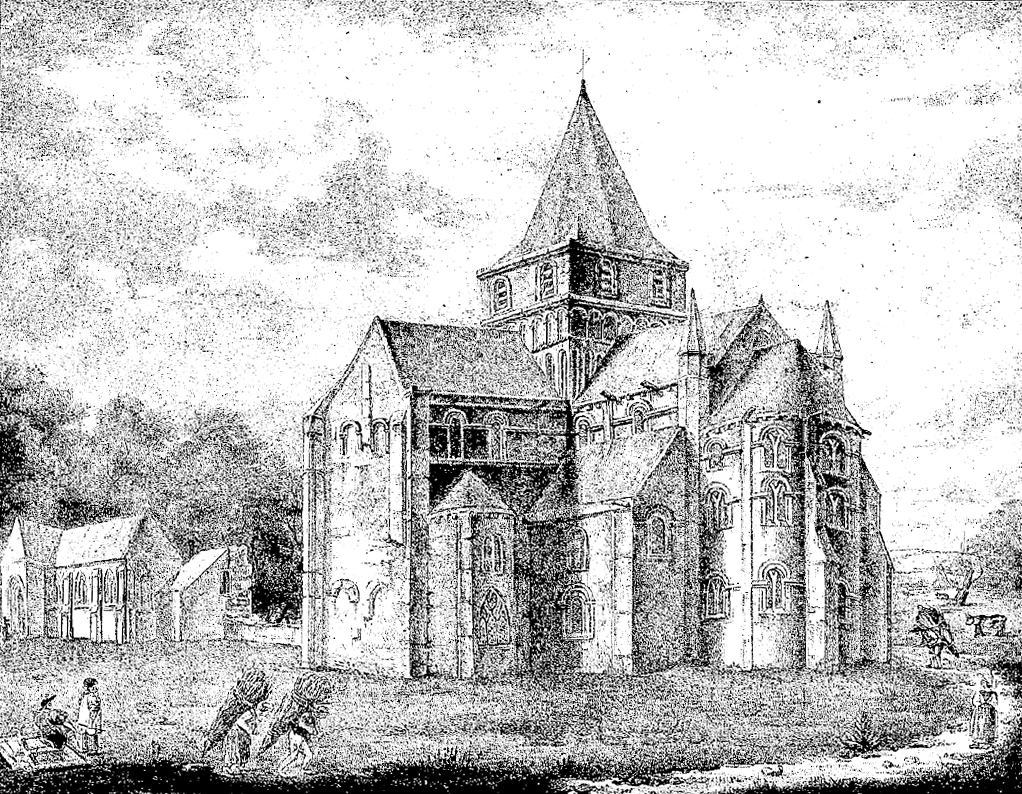
La abadía de Cerisy cuyos terrenos fueron donados por los Veniard en el y donde Étienne de Veniard fue multado con 100 libras.

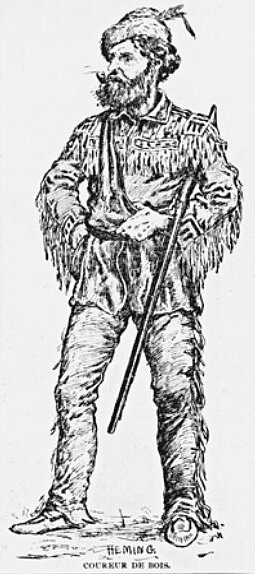
Bourgmont, un prófugo de la justicia, se convirtió en un coureur des bois durante varios años durante su carrera temprana.

### Primeros años: origen y viaje a América
Étienne de Veniard nació en Cerisy-Belle-Étoile, en el centro de Normandía en el seno de una antigua familia de la región que dio origen a La Veniardière y a diversos señoríos medievales.
En 1698 a la edad de 19 años, Bourgmont fue multado con 100 libras francesas por caza furtiva en los terrenos del Monasterio de Belle-Etoile, que no pagó. Su propia familia había donado tierras en 1216 para erigir esa abadía.
Se cree que se habría partido a los asentamientos de la Nueva Francia en América del Norte ese mismo año. En 1702 se reportó que estaba con Charles Juchereau de St. Denys y las Troupes de la marine dedicado a la curtiembre de pieles de búfalos, escondidos en la desembocadura del río Ouabache (río Wabash). La curtiembre se cerró en 1703 y Veniard se trasladó a Quebec.
En 1705 por orden de Antoine Laumet de La Mothe, sieur de Cadillac, se trasladó a Fort Pontchartrain (hoy Detroit (Míchigan)), donde asumió el mando en 1706. En marzo de 1706 un grupo de ottawas atacó a un grupo de miamis fuera del fuerte. Los soldados dispararon desde el fuerte, matando a un sacerdote francés y a un sargento que había estado fuera de los muros, además de a 30 ottawas. Veniard fue duramente criticado por el manejo de este incidente. Cuando Cadillac visitó el fuerte en agosto, Veniard y otros miembros del puesto desertaron de su puesto.
Desde 1706 hasta 1709, Veniard y otros desertores vivieron como coureurs des bois (comerciantes ilegales, literalmente, «corredores de los bosques») recorriendo toda la región del Grand River y el lago Erie. En 1709 Betellemy Pichon, conocido como La Roze, uno de los desertores, fue capturado. Declaró que dos de los desertores se habían ahogado, y que uno había sido abatido por un disparo y comido por el grupo que se estaba muriendo de hambre. La Roze fue condenado a muerte.
En 1712 Veniard apareció en Fort Pontchartrain, donde ayudó a los algonquinos, misuris y osages en la lucha contra los fox (meskwakis). Estaba viajando con la hija del jefe de la tribu de los misuri, con quien se estableció en la desembocadura del Grand River. Él y otros dos comerciantes, que también vivían y viajaban con mujeres nativas, fueron vistos en 1713 en Illinois. Tras las quejas de algunos sacerdotes, se envió una orden para que Veniard fuese arrestado en la primera oportunidad que se presentase.

### Héroe del estado
En 1713 Bourgmont comenzó a escribir Exact Description of Louisiana, of Its Harbors, Lands and Rivers, and Names of the Indian Tribes That Occupy It, and the Commerce and Advantages to Be Derived Therefrom for the Establishment of a Colony. [Descripción exacta de Luisiana, de sus puertos, tierras y ríos, y nombres de las tribus indígenas que lo ocupan, y del comercio y las ventajas que se derivarán del establecimiento de una colonia]. En marzo de 1714 Bourgemont viajó a la desembocadura del río Platte (que él llamó la rivière Nebraskier, por el nombre de la tribu otoe para «agua plana»). Escribió The Route to Be Taken to Ascend the Missouri River [La ruta a seguir para remontar el río Misuri]. Este relato llegó al cartógrafo Guillaume Delisle, quien señaló que fue el primer informe documentado de viajes que llegaban al extremo norte en el Misuri.
Jean-Baptiste Le Moyne de Bienville sustituyó a Cadillac como comandante. El 25 de septiembre de 1718 recomendó que Bourgmont recibiese la Cruz de San Luis por los servicios prestados a Francia, por el valor de sus exploraciones y la documentación de sus viaje fluviales. En septiembre de 1719, el Consejo de la Colonia de Luisiana reconoció la labor de Bourgmont con los nativos americanos con una resolución. Bourgmont mismo describió su habilidad para tratar con las tribus:

Para mí nada es imposible con los indios. Consigó que hagan lo que nunca han hecho.
For me with the Indians nothing is impossible. I make them do what they have never done.
Bourgmont

Las tribus se dice que valoraban los productos que les ofrecía Bourgmont, como la pólvora, armas, hervidores de agua y mantas. Los españoles decían que comerciaba pocos caballos, cuchillos y ejes inferiores (inferior axes).
Bourgmont fue enviado para llevar a los jefes indios a la isla Dauphin, una base francesa en la actual Alabama. Todos los jefes excepto uno murieron en el camino. Bourgmont escoltó al nuevo jefe, y luego regresó a Nueva Orleans (Luisiana), donde se le pagó 4.279 libras. En junio de 1720, él y su hijo mestizo, medio misuri, viajaron a París, donde fueron recibidos como héroes. Habían llegado noticias de que las tribus nativas americanas amigas de Bourgmont habían derrotado a los españoles de la expedición Villasur.
En julio de Bourgmont fue comisionado como capitán en el ejército francés. En agosto de 1720 fue nombrado «comandante del río Misuri». A cambio de cartas de nobleza, fue comisionado para construir un fuerte en el río Misuri y negociar con las tribus para permitir el comercio francés pacífico. En mayo de 1721 se casó con Jacqueline Bouvet des Bordeaux en su pueblo natal de Normandía Cerisy-Belle Etoile.  En junio se fue de regreso a Nueva Orleans.

### La expedición a las Grandes Llanuras
Bourgmont estableció Fort Orléans a principios de 1723 como cuartel militar para el río Misuri. Desde Fort Orléans, cerca de la desembocadura del río Grande, planeaba visitar a los indios padoucas en las Grandes Llanuras y abrir una ruta comercial para llegar a la colonia española en Nuevo México. Bourgmont pidió ayuda a los kaw para facilitar su expedición. Envió a 22 franceses y canadienses en botes desde Fort Orléans a la aldea de los kaw en el Misuri, cerca de Doniphan (Kansas), con suministros y artículos de regalo y, junto con diez franceses, un centenar de misuris y sesenta y cuatro osages, viajaron por tierra. La visita de Bourgmont a los kaw fue la primera visita oficial que les hacían los franceses, aunque los kaw ya habían sido visitados por muchos comerciantes franceses, entre ellos Bourgmont, durante los anteriores veinte años, y algunos kaw probablemente también habían viajado a Kaskaskia para comerciar.
Bourgmont llegó a la aldea kaw el 8 de julio de 1724. Dejó una pequeña descripción de la aldea, que era bastante grande, por lo menos de 1.500 personas. Los kaw lo recibieron como a un viejo colega, honrándolo con innumerables discursos y fiestas, aunque fueron también duros negociadores cuando la conversación giró en torno al comercio. Bourgmont quería comprarles caballos, aunque aparentemente sólo tenían cinco caballos para comerciar, por los que obtuvieron un precio muy alto. Esto parece indicar que los caballos eran raros en la frontera oriental de las Llanuras. Los kaw también negociaron con él seis esclavos, alimentos, pieles y cueros. El 24 de julio, Bourgmont, su partida de franceses, misuris y osages, y la mayoría de los kaw, partieron en su expedición para visitar a los padoucas.
Hacía calor y el progreso fue lento y Bourgmont pronto enfermó, y toda la complicada partida de más de 1000 personas regresó a la aldea de los kaw, aunque Bourgmont envió un emisario por delante para contactar con los padoucas y decirles que pronto iría de regreso, junto con dos esclavos padoucas que fueron devueltos a la tribu como expresión de buena voluntad. El emisario de Bourgmont encontró a los padoucas en algún lugar del oeste de Kansas, muy probablemente en la región de El Cuartelejo, en el condado de Scott, un refugio para los indígenas que huían de los españoles en Nuevo México. Ocho aldeas, con unos 600 hombres, vivían en la zona y acordaron acercarse a la aldea kaw con el fin de encontrarse con Bourgmont cuando pudiera reanudar su viaje. Cinco padoucas regresaron a la aldea kaw como guías.
Bourgmont, ya recuperado de su enfermedad, partió de nuevo el 8 de octubre en un nuevo intento de visitar a los padoucas. Esta vez su partida era mucho más reducida: quince franceses y mestizos, incluido el hijo mestizo de Bourgmont, cinco padoucas, siete misuris, cinco kaw, cuatro otoes y tres iowas. Los osages aparentemente no participaron en la expedición. Diez caballos llevaban el equipaje. La partida continuó viajando hacia el suroeste y el 11 de octubre, al cruzar el río Kansas, cerca de la actual Rossville, Bourgmont hizo las primeras menciones de ver bisontes. A partir de entonces, la expedición atravesó el paraíso de los cazadores, con innumerables búfalos. Informaron de que vieron treinta rebaños en un día, formado cada rebaño por cuatro o cinco centenares de ejemplares. «Nuestros cazadores mataran a tantos como les plazca». Los ciervos también eran abundantes. En un día vieron más de 200 pavos cerca de los arroyos.

### El encuentro con los padoucas

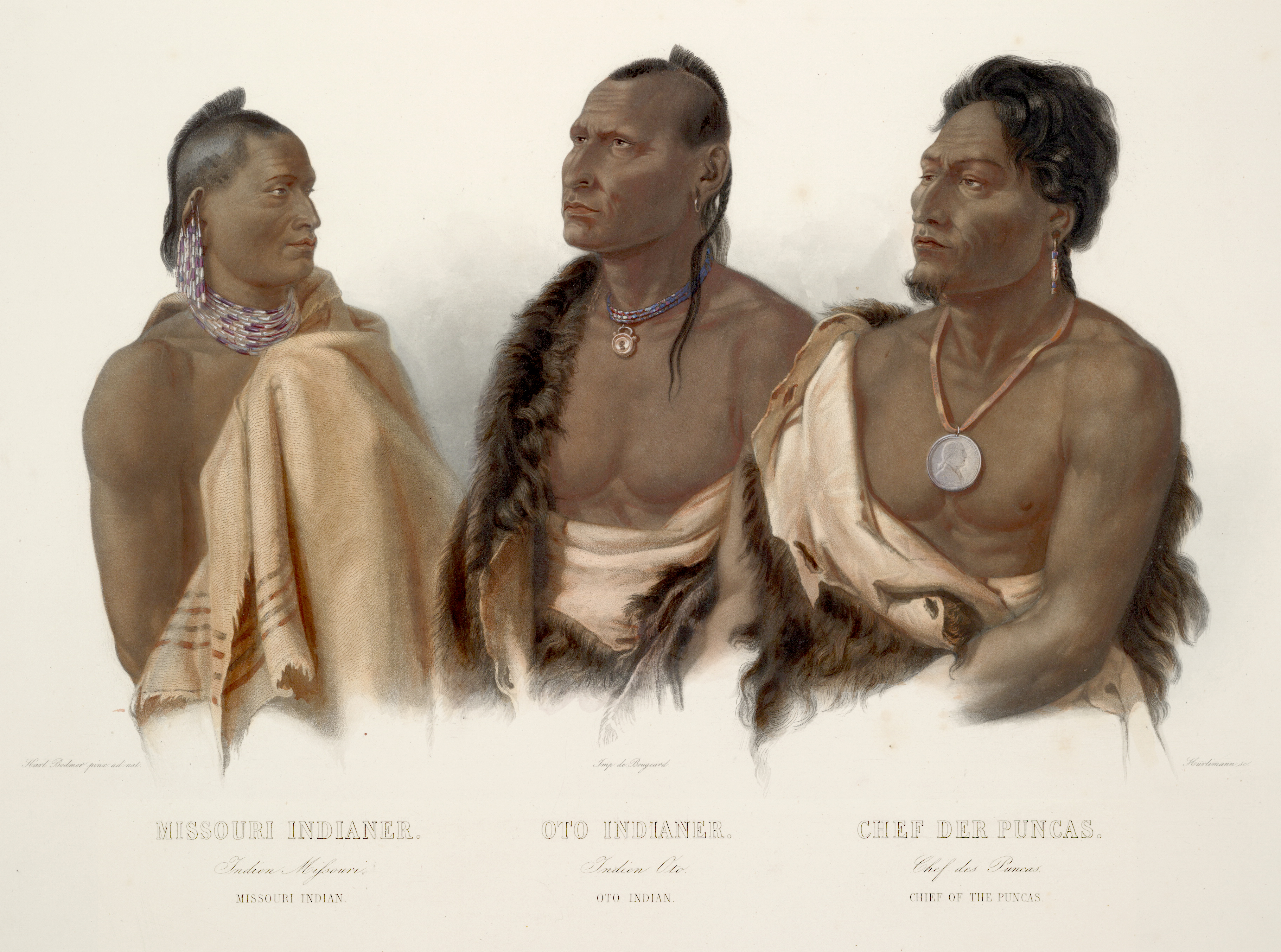
Indios Missouria, Otoe y Ponca.

El 18 de octubre, Bourgmont se encontró con los padoucas. Ochenta padoucas salieron a caballo para encontrarse con los franceses y los llevaron de vuelta a su campamento. El número de caballos indica que los padoucas estaban mejor dotados de caballos en ese momento que los kaw y los indios que vivían más al este. La identidad de los padoucas que Bourgmont encontró ha sido muy debatida. Los padoucas eran lo que los franceses más tarde llamaron comanches, pero la mayoría de las autoridades creen ahora que los padoucas de Bourgmont eran indios apaches.
Bourgmont tuvo un buen recibimiento. Fue sentado sobre una piel de búfalo, junto con su hijo y otros dos franceses, y conducidos a la tienda (¿tipi?) del jefe padouca para una gran fiesta. Al día siguiente, Bourgmont reunió sus productos comerciales y los dividió en lotes. La lista ilustra los productos franceses con que comerciaban con los indios, y lo que los indios deseaban de los franceses: «una pila de fusiles, una de sables, una de picas, una de ejes, una de pólvora, una de bolas, una de telas de color rojo Limbourg, otra de tela azul Limbourg, una de espejos, una de cuchillos de Flandes, otras dos pilas de otros tipos de cuchillos, una de camisas, una de tijeras, una de peines, una de piedras de pedernal, una de extractores de guata, seis porciones de bermellón, un lote de punzones, uno de abalorios, uno de perlas de tamaños diferentes, uno de granos pequeños, uno de fino alambre de latón, otro de artículos de latón pesado para hacer collares, otro de anillos y otro de estuches bermellón». Los padoucas nunca habían visto tal multitud de productos europeos y tenían miedo de las armas.
Bourgmont se reunió con doscientos jefes apaches y les arengó sobre la necesidad de la paz entre todas las tribus y les imploró para que los franceses pudiesen pasar por sus tierras en ruta hacia los asentamientos españoles en Nuevo México. Luego les hizo señas para que los jefes tomasen lo que deseasen de las mercancías.
Bourgmont estimó que la aldea tenía 140 viviendas, con alrededor de 800 hombres, más de 1.500 mujeres y alrededor de 2.000 niños. El desequilibrio entre hombres y mujeres indica que la vida de un hombre apache era peligrosa. Las viviendas debían de ser grandes, capaces para que unas treinta personas viviesen en cada una. El jefe apache dijo que él tenía doce aldeas bajo su control y cuatro veces el número de personas de esa aldea, o cerca de 16.000. Los apaches vivían en una amplia zona que se extiende más de 200 leguas (520 millas).
Bourgmont dijo que los padoucas mantenían aldeas permanentes desde donde salían a cazar en grupos de cincuenta a cien familias. Al parecer, cuando un grupo llegaba otro partía y así la aldea estaba ocupada en todo momento. Al parecer, viajaban hasta cinco o seis días desde su aldea para cazar. Los apaches, dijo Bourgmont, sembraban un poco de maíz y calabazas. El tabaco y los caballos se obtenían del comercio con los españoles en Nuevo México por los que ofrecían pieles curtidas de búfalo y otras pieles. No está claro si los españoles se aventuraban en las llanuras para visitar las aldeas padoucas, o si los padoucas viajaban a los asentamientos españoles. Esto último parece más probable, aunque los españoles pudieron haber ido de vez en cuando para encontrarse con los padoucas que vivían relativamente cerca de sus asentamientos. Bourgmont dijo que los padoucas que vivían más alejados de los asentamientos españoles seguían utilizando cuchillos de pedernal para despellejar búfalos y para la tala de árboles, un indicador de que no realizaban muchos intercambios comerciales.
Los padoucas fueron amables y agasajaron a Bourgmont y su grupo durante tres días antes de que el francés volviese hacia su casa el 22 de octubre. El 31 de octubre, se encontraba otra vez en la aldea kaw, y luego viajando aguas abajo por el Misuri en bull boats (un tipo de canoa hecha con pieles de búfalo estiradas sobre un bastidor de maderas jóvenes), llegó a Fort Orléans el 5 de noviembre. A juicio de Bourgmont, la expedición había sido un éxito, pero actualmente se piensa que en realidad consiguió poco: en aproximadamente una década los padoucas (¿apaches?) que encontró en Kansas se habían ido, empujados al sur por una tribu agresiva que llegaba de las Montañas Rocosas y barría todo a su paso: los comanches.

### Regreso a Francia

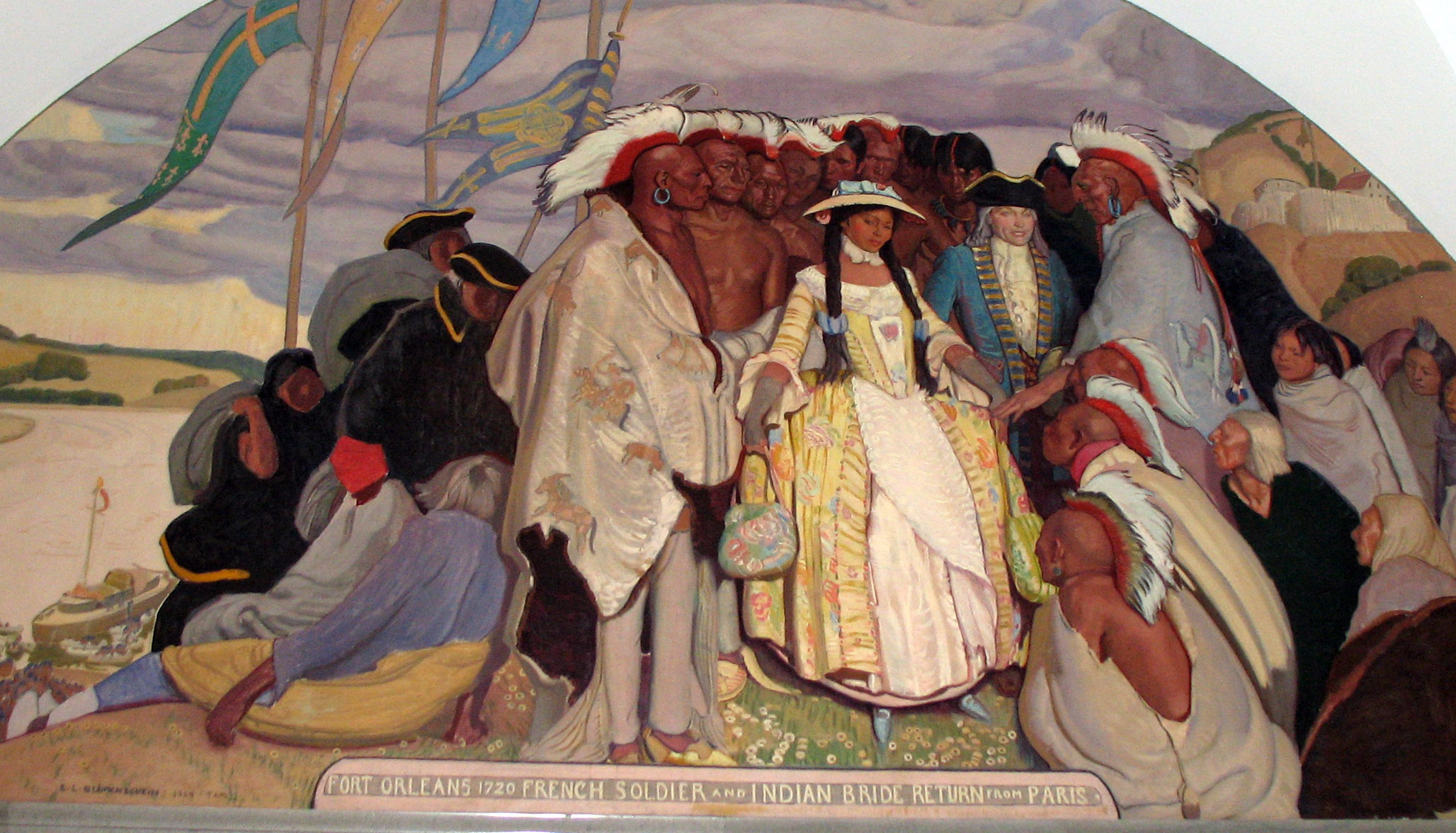
Missouria, la esposa de Veniard, se representa aquí a su regreso de Francia en 1725.

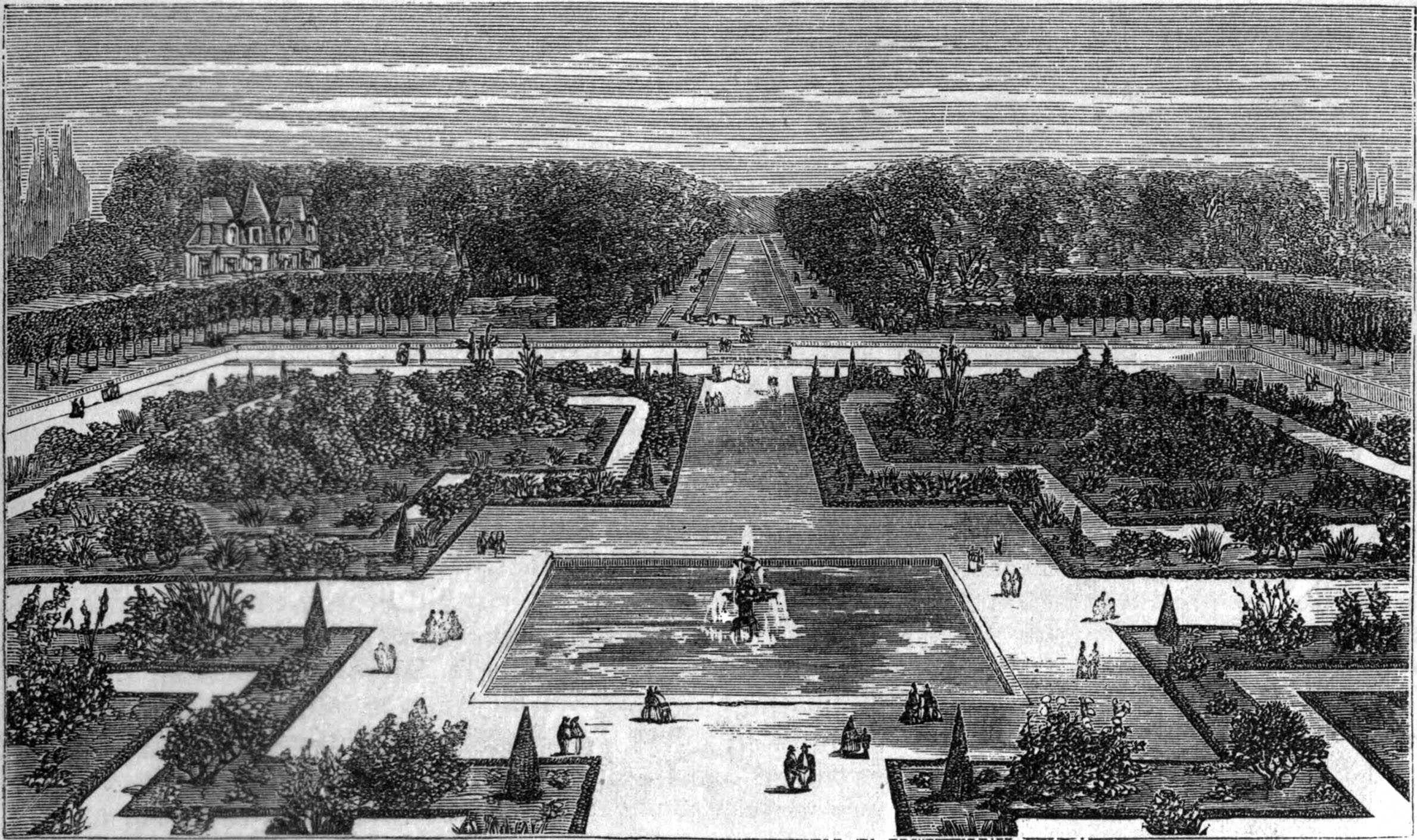
El rey Luis XV recibiendo a Veniard y los jefes indios en Fontainebleau en 1725.

Veniard fue autorizado a invitar y a acompañar a los representantes de las tribus a París. A los jefes se les mostró las maravillas y el poder de Francia, incluyendo visitas al Palacio de Versalles, al Palacio de Marly y a Fontainebleau, una partida de caza en el bosque real de Luis XV y la asistencia a una ópera. Llevó consigo a su mujer misuri (incluida oficialmente como una sirviente) y a su hijo mestizo.
A finales de 1725 los representantes de las tribus regresaron a América del Norte. Veniard permaneció en Normandía, donde había sido elevado a écuyer (escudero) y se le había otorgado un escudo de armas.
Los franceses no siguieron apoyando Fort Orléans y fue abandonado en 1726. Veniard de Bourgmont murió en Francia en 1734.

## ¿Dónde encontró Veniard de Bourgmont a los padoucas?
Los estudiosos, examinando la documentación existente y las descripciones geográficas, han determinado que el pueblo apache se encontraba probablemente en el río Little Arkansas, cerca de Lyons (Kansas), precisamente el mismo lugar donde Francisco Vázquez de Coronado había encontrado Quivira ciento setenta y tres años antes. Sin embargo, los indios wichitas que Coronado había encontrado en Quivira ya no estaban allí. Parece que habían sido empujados al sur y al este por los apaches, que, a su vez, serían empujados luego al sur y al oeste por los comanches.